# Himbeerrot (One Kiss)
Himbeerrot (One Kiss) ist ein Lied der deutschen Pop- und Schlagersängerin Vanessa Mai aus dem Jahr 2024.

## Entstehung und Artwork
Das Lied wurde von der Interpretin selbst, zusammen mit den Koautoren Christoph Cronauer und Matthias Zürkler (B-Case), geschrieben. Letztere beiden zeichneten darüber hinaus auch für die Produktion verantwortlich. B-Case war zudem für die Abmischung des Liedes zuständig. Das Mastering erfolgte durch das Team vom Mixcube Studio aus Österreich.
Vanessa Mai kehrt hierbei, nach zwischenzeitlich zwei veröffentlichten Alben, zu ihren alten Autoren und Produzenten B-Case und Christoph Cronauer zurück. Beide arbeiteten bereits in den Jahren 2019 bis 2022 mit ihr zusammen, zumeist auch in gemeinsamer Funktion. Aus der Zusammenarbeit gingen die Alben Für immer (Januar 2020), Mai Tai (März 2021) und Metamorphose (August 2022), mit diversen Singleauskopplungen wie der Charthit Melatonin (Februar 2022), hervor.
Auf dem Frontcover der Single ist – neben Liedtitel und Interpretenangabe – Vanessa Mai zu sehen. In der brusthohen Profilaufnahme zeigt sie ihre linke Schulter und wendet das Gesicht lächelnd und mit geschlossenen Augen leicht nach oben. Das Bild entstand bei den Dreharbeiten zum dazugehörigen Musikvideo, wo sie das gleiche Outfit trägt. Die Fotografie ist von der Leipziger Fotografin Sandra Ludewig, die in der Vergangenheit schon diverse Fotoshootings mit Mai durchführte.

## Veröffentlichung und Promotion
Die Erstveröffentlichung von Himbeerrot (One Kiss) erfolgte als Single am 6. September 2024. Diese erschien als digitaler Einzeltrack zum Download und Streaming bei Warner Music. Warner Music war zugleich auch für den Vertrieb zuständig. Am 18. Oktober 2024 erschien ein „Dance Mix“ als digitaler Einzeltrack.
Erste Anzeichen für eine neue Veröffentlichung gab es am 7. August 2024, als bekannt wurde, dass am 6. September desselben Jahres ein Event im Bergwerk Hotel Sonnenhof in Aspach (bei Backnang) stattfinden solle. Vier Tage später wurde bekannt, dass es sich um eine Single mit Release-Party handelt. Zu diesem Zeitpunkt konnte man über Spotify den Namen des Liedes herleiten. Mai selbst kündigte die Single über ihre sozialen Medien erstmals am 15. August 2024 an. Einen Tag später verriet sie schließlich auch den Titel. Am selben Abend präsentierte sie bereits auf dem Da Capo! Open Air im Schlosshof Alzey einen längeren Teaser. Ab dem 24. August 2024 stand der Titel als Pre-Save bereit, womit man zugleich ein „Behind the Scenes“ vom Musikvideo freischalten konnte. Am Tag der Singleveröffentlichung wurde Himbeerrot (One Kiss) von Amazon Music, Apple Music, Deezer und Spotify beworben, in dem es das Titelbild deren Schlager-Playlisten war. Darüber hinaus erfolgten mehrere Liveauftritte zur Hauptsendezeit in der ARD, darunter am 19. Oktober 2024 während des Schlagerbooom 2024 – Alles funkelt! Alles glitzert!, am 31. Dezember 2024 während des Silvester-Schlagerbooom 2025 – Wunderlichtershow! oder auch bei den Schlagerchampions am 11. Januar 2025.

## Hintergrund
Für Vanessa Mai stellt die Veröffentlichung von Himbeerrot (One Kiss) einen musikalischen Neustart dar. Wenige Tage zuvor wurde bekannt, dass sie zum Musiklabel Warner Music wechsele und damit ihre Partnerschaft mit Ariola beendet, mit der sie über zehn Jahre zusammenarbeitete und kommerzielle Erfolge feierte, unter anderem landete sie in Deutschland neun Top-10-Alben und mit Regenbogen (August 2017) und Schlager (August 2018) zwei Nummer-eins-Alben. Mai selbst kommentierte den Wechsel mit den Worten:

„Ich bin super happy, mit Warner Music ein neues Kapitel in meiner musikalischen Reise zu beginnen. Für mich war es entscheidend, ein Label zu finden, das meine Vision versteht und mir den Raum gibt, mich kreativ auszuleben und mich immer wieder neu zu erfinden. Mit dem Team von Warner Music habe ich genau den Partner gefunden, der mich auf diesem Weg unterstützt.“

Mit Himbeerrot (One Kiss) erschien erstmals seit zwei Jahren wieder ein von Mai selbst geschriebener Titel, zuletzt war dies auf dem Album Metamorphose der Fall. Zwischenzeitlich erschienen mit Hotel Tropicana (März 2023 als Wolkenfrei) und Matrix (Mai 2024) zwei Alben ohne eigene Autorenbeteiligung. Darüber hinaus kehre sie auch zu ihren alten Autoren und Produzenten zurück, was daran gelegen habe, dass sie selbst die letzten Jahre resümiert und dabei festgestellt habe, dass das “Vanessa Mai” sei, sie in dieser Konstellation Spaß habe, es sich richtig anfühle und sie zugleich das Gefühl habe, dass die Ergebnisse dieser Zusammenarbeit am meisten ihren Fans gefalle, so Mai selbst im Interview mit Radio Melody.

## Inhalt
| „Komm, les’ meine Lippen, sie glänzen rot. Und wispеrn: „Baby, ich will dich von hier bis zum Mond“. Wir zwei vor den Klippеn, one Kiss im Segelboot. Leg deine Hand auf mein’n Rücken, lass mich nie mehr los. Berühr jetzt meine Lippen, sie glänzen Himbeerrot. Und wispern: „Baby, ich will dich von hier bis zum Mond“. Wir zwei vor den Klippen, one Kiss im Segelboot. Leg deine Hand auf mein’n Rücken, lass mich nie mehr los.“ – Refrain, Originalauszug | Der Liedtext zu Himbeerrot (One Kiss) ist in deutscher Sprache verfasst, Ausnahmen sind der Klammerzusatz „One Kiss“ (englisch für „Einen Kuss“) und die Zeile „Babe, I am Yours“ (englisch für „Liebling, ich gehöre dir“). In einem Interview wurde Mai auf den Klammerzusatz angesprochen, warum nur „Einen Kuss“, worauf Mai erwiderte, dass man es schätzen müsse. Die Musik und der Text wurden gemeinsam von B-Case, Christoph Cronauer und Vanessa Mai komponiert beziehungsweise getextet. Musikalisch und stilistisch bewegt sich das Lied in den Bereichen der Popmusik und des Schlagers. Das Tempo beträgt 120 Schläge pro Minute. Die Tonart ist Cis-Moll. Inhaltlich handelt es sich bei Himbeerrot (One Kiss) um ein Liebeslied, in dem Mai von einem besonderen Kuss singt. Sie singt von einer Nacht am Strand („Kristallblauer Ozean, lass losfahr’n“), der endlosen Liebe („Leg deine Hand auf mein’n Rücken, lass mich nie mehr los“) und das sich selbst kürzeste Zeiten, die man nicht zusammen verbringt, wie eine Ewigkeit anfühlen würden („Es fühlt sich an, als hätt ich 100.000 Jahre auf dich gewartet, weil du für eine Sekunde weg warst“). Im Refrain geht es hauptsächlich um körperliche Nähe. Mit Zeilen wie „Komm, les meine Lippen, sie glänzen rot“ und „Berühr jetzt meine Lippen, sie glänzen Himbeerrot“ beschreibt sie ihre Lust zum Körperlichen, aus der mehr als nur Küssen hervorgehen soll („Baby, ich will dich von hier bis zum Mond“), was auch der vorangegangene Prechorus andeutet: „Die Nacht lang, Babe, I am Yours. Weniger reden, denn schweigen ist Gold“. Laut Label würden sich in dem Stück „Leichtigkeit, Liebe und Sehnsucht“ wiederfinden. Mai selbst beschrieb es als Spätsommer-Song, der gute Laune verbreiten sowie für gute Gefühle sorgen soll, der mit seiner Sprache schöne Bilder erwecken solle. |

Aufgebaut ist das Lied auf zwei Strophen, einem Refrain und einem Outro. Es beginnt mit der ersten Strophe, die als Vierzeiler verfasst wurde. An diese schließt sich zunächst der Prechorus an, der sich auch aus vier Zeilen zusammensetzt, ehe der eigentliche Refrain einsetzt. Dieser ist ein Achtzeiler, der aus zwei sich stark ähnelnden Vierzeiler besteht. Während sich die Zeilen zwei bis vier einfach wiederholen, sind die ersten Zeilen leicht voneinander abgewandelt. Der gleiche Aufbau wiederholt sich mit der zweiten Strophe. Das Lied endet nach dem zweiten Refrain mit dem Outro, das lediglich nochmals die letzte Refrainpassagge „Ich lass’ dich nie mehr los“, mit einem angehängten „Oh-oh-oh-oh“, wiederholt.

## Musikvideo
Das Musikvideo feierte seine Premiere am 6. September 2024 auf der Videoplattform YouTube. Es zeigt Vanessa Mai, die das Lied in drei unterschiedlichen Szenen singt. In einer Szene steht sie lediglich, in einem relativ knappen Outfit, vor einem Mikrofon, während ein Rotfilter über das Bild gelegt wurde. Die zweite Szene zeigt sie vor einem stehenden beziehungsweise während der Fahrt in einem roten BMW Cabriolet. Eine dritte Szene zeigt sie in einem hellen Raum mit zwei Röhrenfernsehern auf dem Boden, vor dem sie posiert und sich selbst mit einer Digitalkamera im Homevideo-Stil filmt. Während der Fahrt im Auto öffnet sie das Handschuhfach und nimmt ein Perfume raus, mit dem sie sich einsprüht. Am Ende des Videos ist zu erkennen, dass es sich um die sogenannte Marke „Maiscent“ handelt. Nachdem Sandra Ludewig jahrelang als Fotografin für Vanessa Mai engagiert wurde, führte sie hierbei erstmals Regie bei einem ihrer Videos. Die Gesamtlänge des Videos beträgt 2:33 Minuten.

## Mitwirkende
| Liedproduktion - Christoph Cronauer: Komposition, Liedtext, Musikproduktion - Vanessa Mai: Gesang, Komposition, Liedtext - Mixcube Studio: Mastering - Matthias Zürkler (B-Case): Abmischung, Komposition, Liedtext, Musikproduktion Visualisierung - Sandra Ludewig: Fotografie Unternehmen - Warner Music: Musiklabel, Vertrieb | Musikvideo - Roland Claus: Fahrer - Lennart Fränkel: Farbkorrektur - Grit Hildenbrand: Frisur, Schminke - Kalle Hildinger: Regieassistenz - Marc van Hoorn: Kamera - Sarah Sharon Karsten: Styling - Debbie Linne: Schnitt - Sandra Ludewig: Filmproduktion, Regie - Malte Niessen: Kameraassistenz - Nico Nitsche: Oberbeleuchtung |

## Rezensionen
Die Nachrichtenagentur spot on news ist der Meinung, dass Mai mit Himbeerrot (One Kiss) noch einmal sommerliche Gefühle aufkommen lasse.
Mirco Clapier von Deine Schlagerwelt beschrieb Himbeerrot (One Kiss) als frischen Popschlager für die Herzen. Mai setze hierbei einmal mehr ein Zeichen für Wandel und Selbstbestimmtheit. Mit ihrer unverwechselbaren Mischung aus Pop und Schlager bleibe sie sich treu, während sie gleichzeitig neue musikalische Pfade beschreite. Es verkörpere den charakteristischen Sound, für den Mai bekannt sei: „Leichtigkeit, Liebe und Sehnsucht“. Das Lied greife ihre Schlager-Wurzeln auf, sei jedoch moderner und mit einem frischen Popsound versehen, der sofort ins Ohr gehe. Mai schaffe es auch hier, die Essenz ihrer Musik zu bewahren, während sie ihrem Stil eine zeitgemäße Note verleihe. Mai zeige einmal mehr, warum sie zu den bedeutendsten Pop- und Schlager-Künstlerinnen Deutschlands gehöre: „Sie verbindet Altes mit Neuem, bleibt authentisch und überrascht doch immer wieder mit neuen Facetten. Ein Muss für alle, die moderne Schlager lieben!“

## Chartplatzierungen
Himbeerrot (One Kiss) verfehlte den Einstieg in die Singlecharts, konnte sich jedoch am 11. Oktober 2024 auf Rang 18 der wöchentlichen deutschen Konservativ Pop Airplaycharts platzieren. Im September 2024 belegte es Rang 41 der monatlichen Konservativ Pop Airplaycharts sowie im Folgemonat Rang 19.